# Eudonia xysmatias
Eudonia xysmatias là một loài bướm đêm trong họ Crambidae.